# Екран снежи
„Екран снежи“ је југословенски филм из 1985. године. Режирао га је Миљенко Дерета, а сценарио су писали Марија Бенедек и Миљенко Дерета.

## Улоге
| Глумац                   | Улога    |
| ------------------------ | -------- |
| Алма Прица               | Ема Сабо |
| Мира Бањац               |          |
| Ђорђе Јелисић            |          |
| Соња Јосић               |          |
| Бранко Видаковић         |          |
| Михаило Јевтић           |          |
| Милена Булатовић Шијачки |          |
| Мирјана Гардиновачки     |          |